# Rytiodus
Rytiodus — викопний рід сирен, чиї скам'янілості були виявлені у Франції та Лівії.

## Опис
Маючи довжину 6 м, Rytiodus був приблизно вдвічі більший за сучасних сирен й був меншим лише за морську корову Стеллера, яка досягала 8—9 м завдовжки. Як і його найближчі сучасні родичі, дюгоні, Rytiodus мав пару ласт, тіло обтічної форми та хвостовий плавник. Його сплощена морда дозволяла йому харчуватися в мілководних прибережних водах. На відміну від сучасних сирен, ритіод мав короткі бивні, які, можливо, використовував для видобутку їжі з піску.